# Waw an Namus
Waw an Namus (Arapski: واو الناموس‎, hrvatski:Oaza komaraca) je vulkanska poljana s vulkanskim vrhovima, kraterskim jezerima, kalderama i ostalim atraktivnostima koja se nalazi u libijskoj pokrajini Fezani. Nalazi se u blizini Sahare. Unutar kratera nalaze se tri mala kraterska jezera promjenjive boje, a sami Waw an Namus privlači veliki broj turista. Oko ta tri jezera nalazi se dosta vegetacije te ogroman broj rojeva komaraca po čemu je ovo mjesto i dobilo ime.

## Vanjske poveznice
- Global Volcanism Program: Wau-en-Namus  Arhivirana inačica izvorne stranice od 14. svibnja 2011. (Wayback Machine)